# Ikou
 (août 2021).
Si vous disposez d'ouvrages ou d'articles de référence ou si vous connaissez des sites web de qualité traitant du thème abordé ici, merci de compléter l'article en donnant les références utiles à sa vérifiabilité et en les liant à la section « Notes et références ».
Ikou est gouverneur du nome de Thèbes au XXIIe siècle av. J.-C..
Il est probablement descendant d'un souverain de l'Ancien Empire[réf. nécessaire].
Il est le père d'Antef l'Ancien et le grand-père paternel de Montouhotep Ier.